# Hisakazu Iwata
Hisakazu Iwata, né le 17 décembre 1949 à Kumamoto et mort le 22 septembre 2017, est un judoka japonais. 
Il est médaillé de bronze aux Championnats du monde de judo 1971 à Ludwigshafen en catégorie des plus de 80 kg et champion d'Asie dans cette catégorie en 1974.